# Musaranya elefant nord-africana
La musaranya elefant nord-africana (Petrosaltator rozeti) és una espècie de musaranya elefant, l'única del gènere Petrosaltator. Viu a Algèria, Líbia, el Marroc i Tunísia. Els seus hàbitats naturals són els matollars de tipus mediterrani i els deserts calorosos.